# Donovan Germain
Donovan Germain est un producteur jamaïcain né à Kingston le 7 mars 1952. Il est propriétaire de plusieurs labels de reggae américain et jamaïcain.

## Biographie
À 18 ans, Donovan emménage aux États-Unis pour y faire des études dans la comptabilité. Il sera diplômé d'un Community college de l'université de la Ville de New York et obtint un travail de comptable junior à Wall Street. Il est en même disquaire dans son magasin qu'il a acheté à Brooklyn, le Keith's Records.